# Meleaba antithetes
Meleaba antithetes är en fjärilsart som beskrevs av Dyar 1913. Meleaba antithetes ingår i släktet Meleaba och familjen Uraniidae. Inga underarter finns listade i Catalogue of Life.